# Mikhail Arkadyevich Svetlov
Mikhail Arkadyevich Svetlov (tiếng Nga: Михаи́л Арка́дьевич Светло́в, họ thật là Sheinman – Ше́йнкман) (17 tháng 6 năm 1903 – 28 tháng 9 năm 1964) – là nhà viết kịch, nhà thơ Nga Xô Viết.

## Tiểu sử
Mikhail Svetlov sinh ở Katerynoslav (nay là Dnipro, Ukraina). Gia đình làm nghề thủ công và rất nghèo. Bắt đầu in thơ từ năm 1917. Năm 1919 được cử làm trưởng phòng báo chí của tỉnh đoàn thanh niên tỉnh Katerynoslav. Năm 1920 tình nguyện gia nhập Hồng quân và chiến đấu trong thời kỳ Nội chiến. Một thời gian ông về sống ở Kharkov và từ 1922 chuyển lên sống ở Moskva. Năm 1926 ông viết bài thơ Гренада (Grenada) được 20 nhạc sĩ ở nhiều nước khác nhau phổ nhạc.
Năm 1928 ông bị khai trừ khỏi đoàn Côm-sô-môn vì ủng hộ tư tưởng xét lại của Trốt-xky. Thời kỳ thế chiến II ông làm phóng viên chiến trường của báo Красная звезда (Ngôi sao đỏ). Bài thơ nổi tiếng nhất của ông thời chiến tranh là bài Итальянец (Người Italia). Sau chiến tranh một thời gian sáng tác của ông bị coi là có vấn đề. Trong Đại hội II của Hội Nhà văn ông được các nhà thơ Semen Isaakovich Kirsanov, Olga Berggolts ủng hộ. Tập thơ Стихи последних лет, 1967 được tặng Giải thưởng Lê-nin.
Mikhail Svetlov mất ngày 28 tháng 9 năm 1964 tại Moskva.

## Tác phẩm
- Рельсы (1923)
- Стихи (1924)
- Корни (1925)
- Гренада (1927)
- Ночные встречи (1927)
- Горизонт (1959)
- Охотничий домик (1964)
- Стихи последних лет (1967)

## Một số bài thơ
| Người Italia Cây thập ác màu đen nằm trên ngực Không vết khắc, không bóng, chẳng hoa văn Gia đình anh, dòng họ anh nghèo hèn Và anh là đứa con trai duy nhất… Hỡi người Napoli còn rất trẻ trung Sao chết trên cánh đồng Nga trắng tuyết? Sao không thể làm một người hạnh phúc Ở vùng vịnh xanh nổi tiếng của mình? Ở ngoại ô Mozdok, ta giết anh Miền núi lửa xa xăm từng mơ ước! Ta đây ở vùng Volga bát ngát Từng mơ một lần dạo với du thuyền! Nhưng bởi vì ta không mang súng lục Đến cướp bóc mùa hè Italia Vì trên đất Thánh Raffaelo Đạn của ta không bao giờ gầm rít. Ta bắn ở đây! Nơi ta sinh ra Ta tự hào với bạn bè thân thiết Nơi bài Bylina về nhân dân ta Không bao giờ vang lên qua bản dịch Chẳng lẽ ở nơi sông Đông uốn khúc Người nước ngoài đã học, đã hiểu ra? Đất của ta – Nước Nga, Nga-la-tư Chẳng lẽ anh từng gieo trồng, cày cuốc? Không! Người ta chở anh đến bằng xe lửa Để chiếm làm những thuộc địa xa xăm Để cây thập ác trong rương gia đình Lớn bằng thập ác ở trên mộ chí. Ta không cho phép biến quê hương ta Thành khoảng bao la của bờ bến lạ! Ta nổ súng – không có điều chính nghĩa Nào chính nghĩa hơn viên đạn của ta. Ở nơi này anh chưa sống, chưa từng Nhưng bỏ mạng trên cánh đồng tuyết trắng Để bầu trời Italia xanh thắm Lắp kính trong đôi con mắt vô sinh… Bài ca Để em không khổ sở vì bụi bặm Để gió không trùm dấu vết của em Anh đã bế em trên tay cẩn thận Rồi đặt người yêu vào giữa mây xanh. Rồi khi anh đuổi theo gió, lao nhanh Khi anh đang vội vàng thôi thúc ngựa Thì em trên cao hãy dồn mây xanh Và hãy nhìn sang phía anh, em nhé!.. Anh không là chồng hay bạn của em Anh chỉ có việc làm theo dấu vết Hôm nay trao em cả bầu trời xanh Còn ngày mai anh sẽ trao quả đất! Cái chết Cây hạnh nhân nở hoa hằng năm Và hạnh nhân tàn lụi… Hàng tỷ người trên hành tinh Đã kịp trở về cát bụi… Chúng ta tiếc thương gì người đã chết! Với tôi – không chút mảy may! Xin hãy thương cho tôi đây! Vì tôi hãy còn phải chết! Ngụ ngôn Huyền thoại xưa kể rằng như vậy Rằng đã có từ hàng tỷ năm: Sấm là chàng trai của một ngôi làng Còn chớp là cô gái. Ai biết được khi nào và tại sao Chớp lóe sáng còn sấm đì đùng nổ? Nhờ khoa học đã cho ta biết rõ Về cái điều mà ta vẫn phân vân. Sấm và chớp đã hẹn ngày gặp nhau (Ngày gặp này – vẫn là điều bí ẩn). Trước mặt họ là thế giới tình yêu Chỉ có điều cứ mỗi ngày một lớn. Khoảng trời xanh mênh mông tỏa sáng Những chú voi đang gặm cỏ bên thềm Dân chài lưới chuẩn bị cho bữa sáng Đang làm lòng những con ngư long. Và dòng nước cũng vô cùng to lớn Tất cả đều to, nhưng có một điều: Những con họa mi bên sông im tiếng (Chưa bao giờ có chuyện thế kia). Trên đầu họ cả trăm năm chuyển động Lúc bấy giờ quá sớm để thành hôn… Rồi theo dòng thời gian vụt đến Và giờ khắc mong muốn được thành hôn. Người quen biết và không quen uống rượu Những người khách lử lả với hơi men Và ngay cả những ai còn tỉnh táo Vẫn hô to những tiếng: Hôn! Hôn! Chàng Sấm ngồi với vẻ mặt trầm ngâm Nghĩ rằng có lẽ nên cần nói nhỏ? Còn nàng chớp với vẻ ngượng ngùng Có thể, vẻ khiêm nhường chưa đủ? - Nào uống mừng tân hôn! Xin chúc mừng! Cơn giông đầu tiên ra đời như vậy. Tia chớp lóe sáng, sấm nổ đì đùng Hàng tỷ năm họ hai người thế đấy… Hãy để tình yêu ở trong vũ trụ Sẽ nhắc về chung thủy ở trần gian Hỡi người vợ thân yêu và người mẹ Lóe sáng lên, anh sẽ nổ đì đùng! Bản dịch của Nguyễn Viết Thắng | Итальянец Черный крест на груди итальянца, Ни резьбы, ни узора, ни глянца,- Небогатым семейством хранимый И единственным сыном носимый... Молодой уроженец Неаполя! Что оставил в России ты на поле? Почему ты не мог быть счастливым Над родным знаменитым заливом? Я, убивший тебя под Моздоком, Так мечтал о вулкане далеком! Как я грезил на волжском приволье Хоть разок прокатиться в гондоле! Но ведь я не пришел с пистолетом Отнимать итальянское лето, Но ведь пули мои не свистели Над священной землей Рафаэля! Здесь я выстрелил! Здесь, где родился, Где собой и друзьями гордился, Где былины о наших народах Никогда не звучат в переводах. Разве среднего Дона излучина Иностранным ученым изучена? Нашу землю - Россию, Расею - Разве ты распахал и засеял? Нет! Тебя привезли в эшелоне Для захвата далеких колоний, Чтобы крест из ларца из фамильного Вырастал до размеров могильного... Я не дам свою родину вывезти За простор чужеземных морей! Я стреляю - и нет справедливости Справедливее пули моей! Никогда ты здесь не жил и не был!.. Но разбросано в снежных полях Итальянское синее небо, Застекленное в мертвых глазах... Песенка Чтоб ты не страдала от пыли дорожной, Чтоб ветер твой след не закрыл,— Любимую, на руки взяв осторожно, На облако я усадил. Когда я промчуся, ветра обгоняя, Когда я пришпорю коня, Ты с облака, сверху нагнись, дорогая, И посмотри на меня!.. Я другом ей не был, я мужем ей не был, Я только ходил по следам,— Сегодня я отдал ей целое небо, А завтра всю землю отдам! Смерть Каждый год и цветет И отцветает миндаль... Миллиарды людей На планете успели истлеть... Что о мертвых жалеть нам! Мне мертвых нисколько не жаль! Пожалейте меня! Мне еще предстоит умереть! Басня Было так - легенды говорят - Миллиарды лет тому назад: Гром был мальчиком такого-то села, Молния девчонкою была. Кто мог знать - когда и почему Ей сверкать и грохотать ему? Честь науке - ей дано уменье Выводить нас из недоуменья. Гром и Молния назначили свиданье (Дата встречи - тайна мирозданья). Мир любви пред ним и перед ней, Только все значительно крупней. Грандиозная сияла высь, У крылечка мамонты паслись, Рыбаков артель себе на завтрак Дружно потрошит ихтиозавра. Грандиозная течет вода, Грандиозно все, да вот беда: Соловьи не пели за рекой (Не было же мелочи такой). Над влюбленными идут века. Рановато их женить пока... Сквозь круговорот времен домчась, Наступил желанный свадьбы час. Пили кто знаком и незнаком, Гости были явно под хмельком. Даже тихая обычно зорька Всех шумней кричит фальцетом:- Горько! Гром сидит задумчиво: как быть? Может, надо тише говорить? Молния стесняется - она, Может, недостаточно скромна? - Пьем за новобрачных! За и за!- Так возникла первая гроза. Молния блестит, грохочет гром. Миллиарды лет они вдвоем... Пусть любовь в космическом пространстве О земном напомнит постоянстве! Дорогая женщина и мать, Ты сверкай, я буду грохотать! |